# Johnstown, Nebraska
Johnstown är en ort (village) i Brown County i delstaten Nebraska i USA. Orten hade 47 invånare, på en yta av 1,38 km² (2020).